# Sección de Etnología del Museo de Zaragoza
La Sección de Etnología del Museo de Zaragoza recoge material de la vida doméstica de los valles pirenaicos aragoneses. El proyecto inicial nace en 1956 con el objeto de construir cinco edificios representativos de la arquitectura popular aragonesa de los que se llegaron a realizar dos:
- la Casa de Albarracín, que acoge la sección de Cerámica del Museo de Zaragoza.
- la Casa de Ansó, que acoge la sección de Etnología del Museo de Zaragoza.

Ambos edificios están situados en el Parque José Antonio Labordeta de la capital aragonesa. 
En la casa ansotana se pueden contemplar los fondos correspondientes a diversos trajes tradicionales aragoneses así como enseres y materiales cotidianos de la vida de los valles de Hecho y Ansó. La primera planta del edificio recrea los espacios domésticos de una casa pirenaica. 